# Yalıntaş, Gülşehir
Yalıntaş là một xã thuộc huyện Gülşehir, tỉnh Nevşehir, Thổ Nhĩ Kỳ. Dân số thời điểm năm 2011 là 223 người.